# Héry-sur-Alby
Héry-sur-Alby – miejscowość i gmina we Francji, w regionie Owernia-Rodan-Alpy, w departamencie Górna Sabaudia.
Według danych na rok 1990 gminę zamieszkiwało 471 osób, a gęstość zaludnienia wynosiła 64 osób/km² (wśród 2880 gmin regionu Rodan-Alpy Héry-sur-Alby plasuje się na 1170. miejscu pod względem liczby ludności, natomiast pod względem powierzchni na miejscu 1331.).